# Empresa familiar
Uma empresa familiar é uma organização comercial na qual a tomada de decisões é influenciada por várias gerações de uma família, relacionada por sangue, casamento ou adoção, que tem a capacidade de influenciar a visão da empresa e a disposição de usar essa capacidade para buscar objetivos distintos. Eles estão intimamente identificados com a empresa por meio de liderança ou propriedade. As empresas de proprietários-gerentes não são consideradas empresas familiares porque não têm a dimensão multigeracional e a influência familiar que criam a dinâmica e os relacionamentos exclusivos das empresas familiares.
A empresa familiar é o modelo mais antigo e mais comum de organização econômica. A grande maioria das empresas em todo o mundo pode ser considerada uma empresa familiar. Algumas das maiores empresas familiares do mundo são: JBS (Brasil), Walmart (Estados Unidos), Grupo Volkswagen (Alemanha), Grupo Samsung (Coreia) e Grupo Tata (Índia). Com base na pesquisa Forbes 400, 44% da fortuna dos membros da lista foram obtidas por serem membros ou estarem associados a uma empresa familiar.

## Visão geral
A empresa familiar é o modelo mais antigo e mais comum de organização econômica, as estimativas mais conservadoras colocam a proporção dessas empresas entre 65 e 80% do total. A grande maioria das empresas em todo o mundo – de lojas de esquina a organizações multinacionais de capital aberto com centenas de milhares de funcionários – pode ser considerada uma empresa familiar. Estima-se que 40% das empresas listadas pela Fortune 500 sejam de propriedade de famílias ou por elas controladas.
As empresas familiares geram metade do Produto Nacional Bruto dos Estados Unidos e empregam metade da força de trabalho. Na Europa, elas dominam o segmento das pequenas e médias, e em alguns países chegam a compor a maioria das grandes empresas. Na Ásia, a forma de controle familiar varia de acordo com as nações e culturas, mas as empresas familiares ocupam posições dominantes em todas as economias mais desenvolvidas, com exceção da China. Na América Latina, grupos construídos e controlados por famílias constituem a principal forma de propriedade privada na maioria dos setores industriais. No Brasil, 90% das empresas tem perfil familiar, sendo responsáveis por 75% do empregos no país, no entanto, de acordo com estudo do Banco Mundial, somente 30% dessas empresas chegam à 3ª geração.
Empresas privadas ou de controle familiar nem sempre são fáceis de estudar. Em muitos casos, elas não estão sujeitas a exigências de relatórios financeiros e poucas informações sobre o desempenho financeiro são divulgadas ao público. A propriedade pode ser distribuída por meio de trusts ou holdings, e os próprios membros da família podem não estar totalmente informados sobre a estrutura acionista de sua empresa. No entanto, à medida que o modelo econômico global do século XXI substitui o antigo modelo industrial, os formuladores de políticas governamentais, economistas e acadêmicos se voltam para as empresas empreendedoras e familiares como a principal fonte de criação de riqueza e emprego.
Em alguns países, muitas das maiores empresas de capital aberto são de propriedade familiar. Uma empresa é considerada familiar se uma pessoa for o acionista controlador, ou seja, uma pessoa (e não um estado, uma corporação, um fundo fiduciário ou um fundo mútuo) pode obter ações suficientes para garantir pelo menos 20% dos direitos de voto e a maior porcentagem de direitos de voto em comparação com outros acionistas.

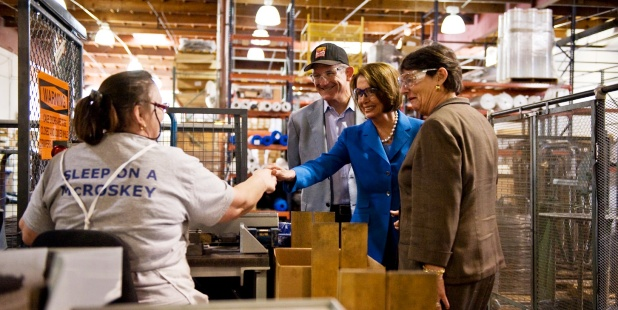
A congressista Nancy Pelosi cumprimenta os funcionários da McRoskey Mattress Company, uma fabricante familiar de colchões de São Francisco fundada em 1899

O Global Family Business Index (em português: "Índice Global de Empresas Familiares") compreende as 500 maiores empresas familiares do mundo. Nesse índice – publicado pela primeira vez em 2015 pelo Center for Family Business University of St. Gallen e pela EY – para uma empresa de capital fechado, uma empresa é classificada como familiar caso a família controle mais de 50% dos direitos de voto. Para definir empresa familiar não é suficiente apenas a propriedade de uma empresa, mas é preciso que exista uma estrutura de gestão, em que os principais cargos são preenchidos por membros da família proprietária. Para uma empresa listada publicamente, ela é classificada como familiar se a família detiver pelo menos 32% dos direitos de voto. 
As empresas familiares representam mais de 30% das empresas com vendas acima de US$ 1 bilhão.
Em uma empresa familiar, dois ou mais membros da equipe de gestão são provenientes da família proprietária. As empresas familiares podem ter proprietários que não sejam membros da família. As empresas familiares também podem ser gerenciadas por indivíduos que não são membros da família. No entanto, os membros da família geralmente estão envolvidos nas operações de alguma forma e, em empresas menores, geralmente um ou mais membros da família são os diretores e gerentes seniores.
A participação da família como gerentes e/ou proprietários de uma empresa pode fortalecer a empresa porque os membros da família geralmente são leais e dedicados à empresa familiar. No entanto, a participação da família como gerentes e/ou proprietários de uma empresa pode apresentar problemas específicos porque a dinâmica do sistema familiar e a dinâmica dos sistemas empresariais geralmente não estão em equilíbrio.
De grosso modo, segundo Lethbridge, existem três tipos de estruturas de empresas familiares:
1. Tradicional: tem capital fechado, baixa transparência financeira e controle empresarial totalmente no dominado pela família.
2. Hibrida: são as empresa familiares que já possuem capital aberto, todavia o controle familiar ainda é extremamente forte. O capital desta empresa é transparente e existe procedimentos administrativos não ligados a integrantes da família.
3. Influencia familiar: Grande parte das deliberações de tomada de decisão é tomada pelo conselho de diretores, mas a família, mesmo não participando da diretoria, tem influencia estratégica nas tomadas de decisão, através de uma participação acionária significativa.

Dentre as vantagens da administração familiar, estão a organização interna leal e dedicada, disponibilidade de recursos financeiros e administrativos, sistema de decisão mais rápido, boas relações comunitárias e comerciais e sensibilidade em relação ao bem-estar dos empregados e da comunidade onde atua. Dentre as desvantagens da administração familiar, estão a falta de comando central capaz de gerar uma reação rápida para enfrentar os desafios do mercado, falta de planejamento para médio e longo prazo, conflitos entre os interesses da família e os da empresa, falta de participação efetiva dos sócios, falta de critérios objetivos de avaliação do desempenho profissional.

### Modelo de três círculos
O desafio para as famílias empresárias é que os papéis da família, da propriedade e da empresa envolvem valores, metas e ações diferentes e, às vezes, conflitantes. Por exemplo, os membros da família dão alta prioridade ao capital emocional—o sucesso familiar que os une por gerações consecutivas. Os executivos da empresa estão preocupados com a estratégia e o capital social—a reputação de sua empresa no mercado. Os proprietários estão interessados no capital financeiro—o desempenho em termos de criação de riqueza.
Um modelo de três círculos é frequentemente usado para mostrar as três principais funções em uma organização de propriedade ou controle familiar: Família, Propriedade e Administração. Esse modelo mostra como as funções podem se sobrepor.
O círculo de Propriedade pode incluir membros da família, investidores e/ou funcionários-proprietários. Algumas pessoas – por exemplo, o fundador – podem exercer as três funções: membro da família, proprietário e funcionário. Esses indivíduos estão intensamente ligados à empresa familiar e preocupados com qualquer uma ou todas as fontes de criação de valor acima, no entanto, alguns membros da família nunca serão proprietários de ações nem trabalharão nela. 

### Sucesso e profissionalização
O equilíbrio bem-sucedido entre os diferentes interesses dos membros da família, por um lado, e os interesses da empresa, por outro, exige que as pessoas envolvidas tenham as competências, o caráter e o compromisso para realizar esse trabalho.
As empresas familiares apresentam desafios especiais para aqueles que as administram. Elas podem ser peculiares, desenvolvendo culturas e procedimentos exclusivos à medida que crescem e amadurecem. Isso é bom, desde que continuem a ser gerenciadas por pessoas que estejam imersas nas tradições ou que, pelo menos, sejam capazes de se adaptar a elas.
Muitas vezes, os membros da família podem se beneficiar do envolvimento de mais de um consultor profissional, cada um com o conjunto de habilidades específicas necessárias para a família. Alguns dos conjuntos de habilidades que podem ser necessários incluem comunicação, resolução de conflitos, sistemas familiares, finanças, jurídico, contabilidade, seguros, investimentos, desenvolvimento de liderança, desenvolvimento gerencial e planejamento estratégico.
O fato de ser proprietário de uma empresa familiar também demonstra a maturidade da empresa. Se todas as ações pertencerem a um único indivíduo, uma empresa familiar ainda está em seu estágio inicial, mesmo que a receita seja alta.

### Sucessão
Uma empresa familiar tem como característica básica a sucessão do poder decisório de maneira hereditária a partir de uma ou mais famílias. A estrutura familiar quando alocada a uma empresa, leva uma série de interações específicas da família, provocando particularidades na atuação na empresa, tornando-a diferente das demais empresas. Assim, na empresa familiar, da qual se evolui a família empresária, se inter-relacionam tanto normas jurídicas, planos de negócios, relações trabalhistas, como também sentimentos entre os membros da família. 
No processo de sucessão da empresa familiar deve-se considerar:
- É aconselhável que os filhos façam seu aprendizado em outras empresas, antes de se dedicar integralmente a sua Empresa;
- É importante começar por baixo;
- Os pais não devem forçar a entrada dos filhos no negócio;
- É prudente evitar coincidência entre crise da Empresa;
- Felling do "dono" pode direcionar quem o sucederá. Um ou mais filhos no comando;
- Uma nova geração deve crescer junto com o filho até que possa suceder o "pai".